# Piotr Zieliński (fotbalista)
Piotr Sebastian Zieliński [pjotr želiňski] (* 20. května 1994, Ząbkowice Śląskie, Polsko) je polský fotbalový záložník a reprezentant, od léta 2016 hráč klubu SSC Neapol.

## Klubová kariéra
Zieliński hrál v juniorských týmech polského klubu Zagłębie Lubin, do Itálie přestoupil v roce 2011, kdy jej zaregistrovali skauti Udine na turnaji U17 ve Španělsku.
V dresu Udinese Calcio debutoval v italské Serii A 2. listopadu 2012 v domácím utkání proti Cagliari Calcio (výhra 4:1). Nastoupil na hřiště v 91. minutě, kdy vystřídal Antonia Di Natale. 

V roce 2014 odešel na hostování do Empoli FC, kde hrál dva roky.
V srpnu 2016 přestoupil z Udine do jiného italského klubu SSC Neapol, vicemistra Serie A 2015/16.

## Reprezentační kariéra
Zieliński hrál za polské mládežnické reprezentační výběry od kategorie U15.
V polském národním A-mužstvu debutoval 4. června 2013 v přátelském zápase proti týmu Lichtenštejnska, nastoupil do druhého poločasu. Polsko zvítězilo 2:0.
14. srpna 2013 se jedním vstřeleným gólem podílel na výhře 3:2 v PGE Areně v Gdaňsku nad hostujícím Dánskem, šlo o přátelský zápas před podzimní částí kvalifikace na mistrovství světa v Brazílii. Byl to jeho premiérový gól v polském A-mužstvu.

### EURO 2016
Trenér Adam Nawałka jej zařadil do závěrečné 23členné nominace na EURO 2016 ve Francii.